# Марк Феро
Марк Феро (на френски: Marc Ferro), роден на 24 декември 1924 г. в Париж, Франция — френски историк, един от най-ярките представители на Школата „Анали“. Специалист по европейска история от първата половина на ХХ век, в частност по история на Русия и СССР, както и по история на киното.

## Биография и научна кариера
Марк Феро участва по време на Окупацията в Съпротивата. След войната става преподавател в Алжир. От началото на 60-те години се специализира в история на СССР.
Дисертацията му е за Октомврийската революция от 1917 г., тема, която се стреми да анализира неидеологически. Феро показва, че Октомврийската революция не се свежда до болшевишкия преврат, защото е неразделна част от съществуващото тогава народно и революционно движение. Той анализира и процеса на бюрократизиране и абсолютизиране на властта както от върха, така и в основата.
Феро преподава във Висшето политехническо училище (l'École polytechnique), а после става в областта на социалните науки във Висшето училище по социални науки (на френски: École des hautes études en sciences sociales, съкр. EHESS) в Париж.
Бивш директор на Института за съветски свят и Централна Европа.
Марк Феро е човекът, който започна разглежда по нов начин киното и историята. Той използва киното като инструмент за опознаване историята на обществата, считайки, че киното предоставя толкова меродавно свидетелство за събитията, колко и всички останали традиционни източници.
Редактор на списание Анали (на френски: Annales) и на Journal of Contemporary History.

## Признание
- Орден на Почетния легион
- Награда на град Париж по история на киното, 1975
- Награда Клио, 1988
- Награда Сен Симон, 2011

- Доктор honoris causa на Московския университет (1998), Университета в Бордо (2003) и Университета в Сантяго де Чили (2006).

## Публикации на български език
- Марк Феро. ХХ век – диалог с моя внук. София: Рива, 2007, 80 с. (ISBN 978-954-320-110-5)
- Марк Феро. История на Франция. София: Рива, 2008, 784 с. (ISBN 978-954-320-180-8)
- Марк Феро. Седем мъже на война. История на Втората световна война. София: Рива, 2010, 416 с. (ISBN 978-954-320-280-5)